# レスター・ピゴット

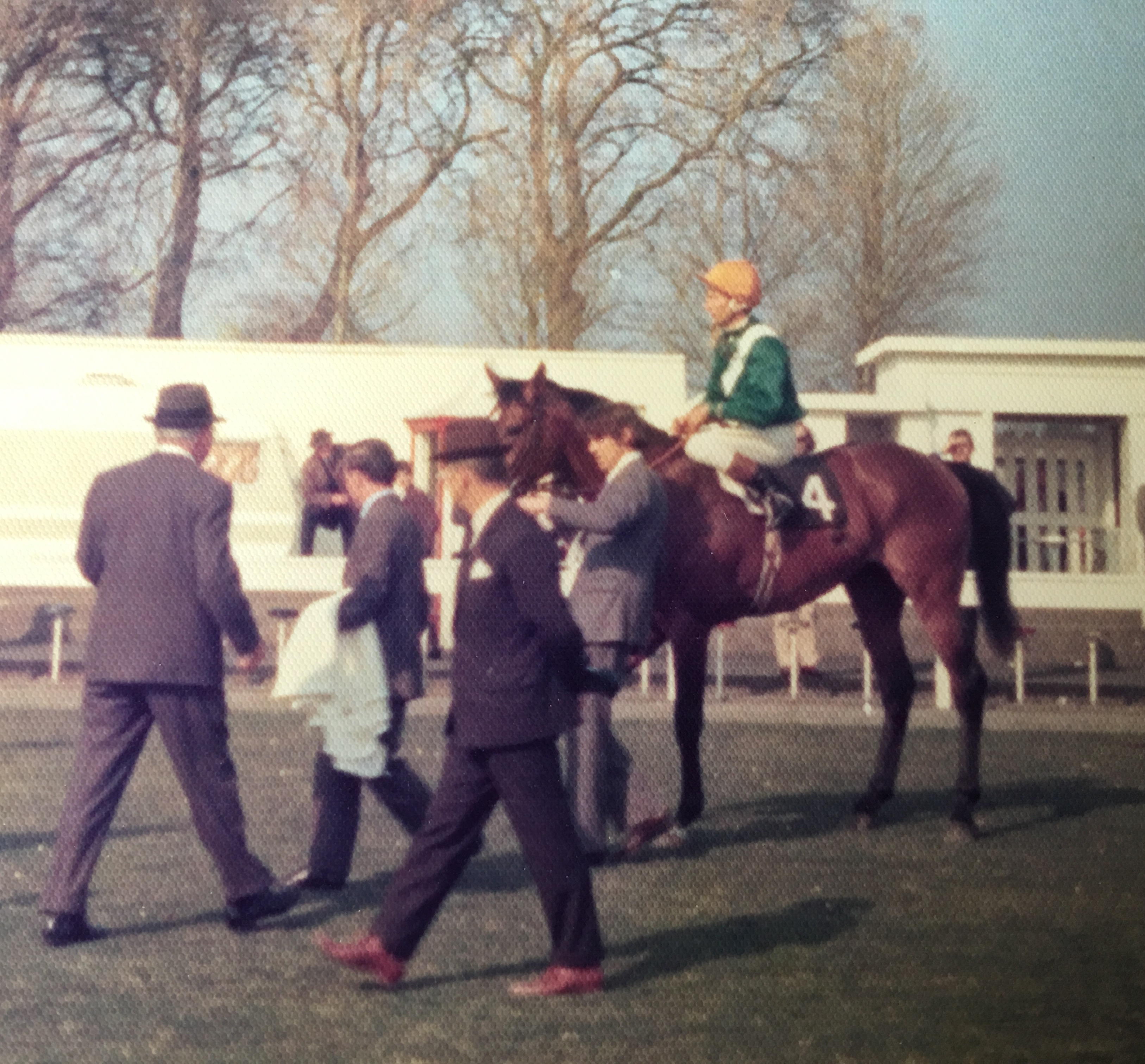
レスター・ピゴット

レスター・ピゴット（Lester Keith Piggott、1935年11月5日 - 2022年5月29日）は、イギリスの元騎手。バークシャー出身。
エプソムダービー9勝の記録は2022年時点でも破られていない。
イギリスの平地チャンピオンジョッキー11回（6年連続を含む）、通算5300勝（イギリス国内のみでは4493勝）、イギリスクラシック30勝の成績と併せて20世紀を代表する騎手の一人と評価されている。
ブリティッシュ・チャンピオンズシリーズ名誉の殿堂にも入っている。

## 人物
父親が調教師をしており、4歳の頃から乗馬を始める。1948年に12歳でデビューすると、2年後の1950年には重賞初勝利を挙げ、見習騎手チャンピオンを獲得する。「ワンダー・ボーイ」、「（1954年引退の）ゴードン・リチャーズの再来」と称えられ、1954年にはネヴァーセイダイに騎乗し、18歳でエプソムダービーに初勝利する。19歳のときには名調教師ノエル・マーレスの主戦騎手となり、プチトエトワールで1959年のエプソムオークスに勝利した。
マーレスの主戦から離れた後はアイルランドの名伯楽と謳われたヴィンセント・オブライエンとのコンビでイギリスクラシック三冠馬・ニジンスキーなどに騎乗し数々の大レースを制した。
ピゴットは1960年に初めてチャンピオンジョッキーに輝くと、1964年から1971年には8年連続でチャンピオンとなった。ピゴットは実力だけでなく人気もあり、特に主婦に人気があったことは、上流階級を超えた一般人の競馬人気の拡大に貢献し、イギリスの競馬界では1957年に引退したリチャード・スタンレー・フランシスに代わるスター騎手となった。
ピゴットは身長173cmと騎手としては長身であるため、常に減量に苦しんだ。「現役の間中、体重のことだけは常に気にしていなければならなかった。その点では苦労した」と引退後に語っている。また新しい騎乗スタイルを開発し、度々禁止される寸前になったが、ピゴット自身はまさにこの騎乗スタイルによって1960年代のリーディングを席巻した。彼の騎乗スタイルはイギリス内外の多くの騎手が真似をするようになる。
1972年からは騎乗数を制限するようになり、リーディングからは遠ざかった。同年からはこの年に創設された香港・ハッピーバレー競馬場で行われた国際騎手招待競走「インターナショナルインビテーションカップ」に参戦し、ジョセフ・マーサー（イギリス）、ジョニー・ロー&パット・エデリー（アイルランド）、ウィリー・カーソン（スコットランド）、イヴ・サンマルタン&フィリップ・パケ（フランス）、ジャンフランコ・デットーリ（イタリア）、ビル・スケルトン（ニュージーランド）、ハリー・ホワイト（オーストラリア）、ビル・ハータック&ロン・ターコット（アメリカ合衆国）、アンソニー・クルーズ（香港）、横山富雄（1975年）&郷原洋行（1976年）&武邦彦（1977年）（日本）といった各国の騎手と腕を競った。
1980年代になるとヴィンセント・オブライエンから離れ、マーレスの娘婿ヘンリー・セシル厩舎の主戦騎手になる。1981年と1982年には再びチャンピオンジョッキーになった。しかし1983年に凱旋門賞でオールアロングに騎乗する約束を破ったことで馬主のダニエル・ウィルデンシュタインが自分の所有馬にピゴットを騎乗させることを拒否するようになる。ウィルデンシュタインはセシルの厩舎に多くの所有馬を預けていたため、結局1984年にピゴットはセシルから離れることになった。1984年、ジャパンカップのストロベリーロードに騎乗するため来日した（7着）。
1985年に騎手を引退し、調教師に転身した。しかし1987年に脱税で逮捕され3年の実刑判決を受ける。騎手時代に授与された大英帝国勲章（OBE）は剥奪され、厩舎を引き継いだスーザン夫人が落馬で大怪我を負うなど苦悩の日々を送る。
1年服役した後の1990年に仮出所すると騎手に復帰し、わずか10日後にロイヤルアカデミーでブリーダーズカップ・マイルに勝利する。1992年にはロドリゴデトリアーノで2000ギニーとアイリッシュ2000ギニーを連覇するなどの活躍を見せた。そして1995年9月9日に再び引退した。

## エピソード
1979年のドーヴィル大賞典のゴール前で、ピゴット騎乗のアフリカンホープ（African Hope）とアラン・ルクー騎乗のジュンヌルー（Jeune Loup）は2着を争って叩き合いになった。この最中に鞭を落としたピゴットは、ルクー騎手から鞭を奪い取って使い、クビ差で2位になった。ゴール板を通過した後、ピゴットは呆気にとられているルクーに鞭を返した。審議の場でピゴットは「ちょっと鞭を拝借しました」とユーモア混じりに弁明したが、かえって裁決委員の怒りを買ってしまい、アフリカンホープは降着となり、ピゴットは20日の騎乗停止処分を受けた。

## 主な騎乗馬
- プティトエトワール（エプソムオークス）
- サーアイヴァー（エプソムダービー、2000ギニー）
- ニジンスキー（イギリスクラシック三冠、キングジョージ6世&クイーンエリザベスステークス）
- ダリア（キングジョージ6世&クイーンエリザベスステークス2回）
- ザミンストレル（エプソムダービー、キングジョージ6世&クイーンエリザベスダイヤモンドステークス、アイリッシュダービー）
- アレッジド（凱旋門賞2回）
- シャーガー（アイリッシュダービー）
- ロイヤルアカデミー（ブリーダーズカップ・マイル）
- ロドリゴデトリアーノ（2000ギニー、アイリッシュ2000ギニー）